# 紫荆山 (南靖县)
紫荆山是中国东南沿海的一座高山，位于福建省漳州市南靖县山城镇，高度640米。南靖虎伯寮国家级自然保护区部份位在紫荆山境內。